# Пам'ятник жертвам фашизму (Донецьк)
«Же́ртвам фаши́зму» — пам'ятник у Донецьку, встановлений на честь загиблих у Німецько-радянській війні. Монумент.
Знаходиться в Ленінському районі Донецька, по Ленінському проспекту, біля Палацу культури металургів.

## Опис
Пам'ятник являє собою три дванадцятиметрових пілони, які об'єднані між собою бронзовим вінком. Наверх пагорба зроблено 50 сходинок. Між пілонами був розташований вічний вогонь (запалювали його лише під час свят). У 2007 році вандали зруйнували вічний вогонь.
Спочатку пілони були облицьовані червоним гранітом, але з часом гранітні плити почали відвалюватися й облицювання було замінено на алюмінієвий металопрокат.

## Історія
Під час окупації Донецька німецькими військами на території Палацу культури металургів і прилеглих до нього територіях був створений концтабір для радянських військовополонених, в якому містилося понад 25 тисяч осіб. Померлих ховали в парку біля Палацу культури металургів. На місці могил був встановлений невеликий скульптурний пам'ятник.
В 1956 році жителями Донецька на місці могил загиблих було насипано пагорб.
В 1965 році до 20-річчя Перемоги над Німеччиною на пагорбі встановили монумент «Жертвам фашизму». Автори монумента — скульптор Леонід Артемович Бринь і архітектор Юрій Можчіль.
Щорічно біля монумента святкуються День Перемоги та День звільнення Донбасу.
Монумент увійшов у зйомки фільму-концерту 1970 року за участю Тамари Міансарової «Сонячна балада».

### Реконструкція 2011
У 2011 році була виконана реконструкція пам'ятника. Було зроблено підсвічування монумента всередині пілонів і підсвічування червоним прожектором з боку. 9 грудня 2011 відбулося урочисте відкриття оновленого пам'ятника, в якому взяли участь голова Донецької обласної державної адміністрації Андрій Шишацький, голова Донецької обласної ради Андрій Федорук, міський голова Донецька Олександр Лук'янченко, Митрополит Донецький і Маріупольський Іларіон, ветерани.

## Галерея

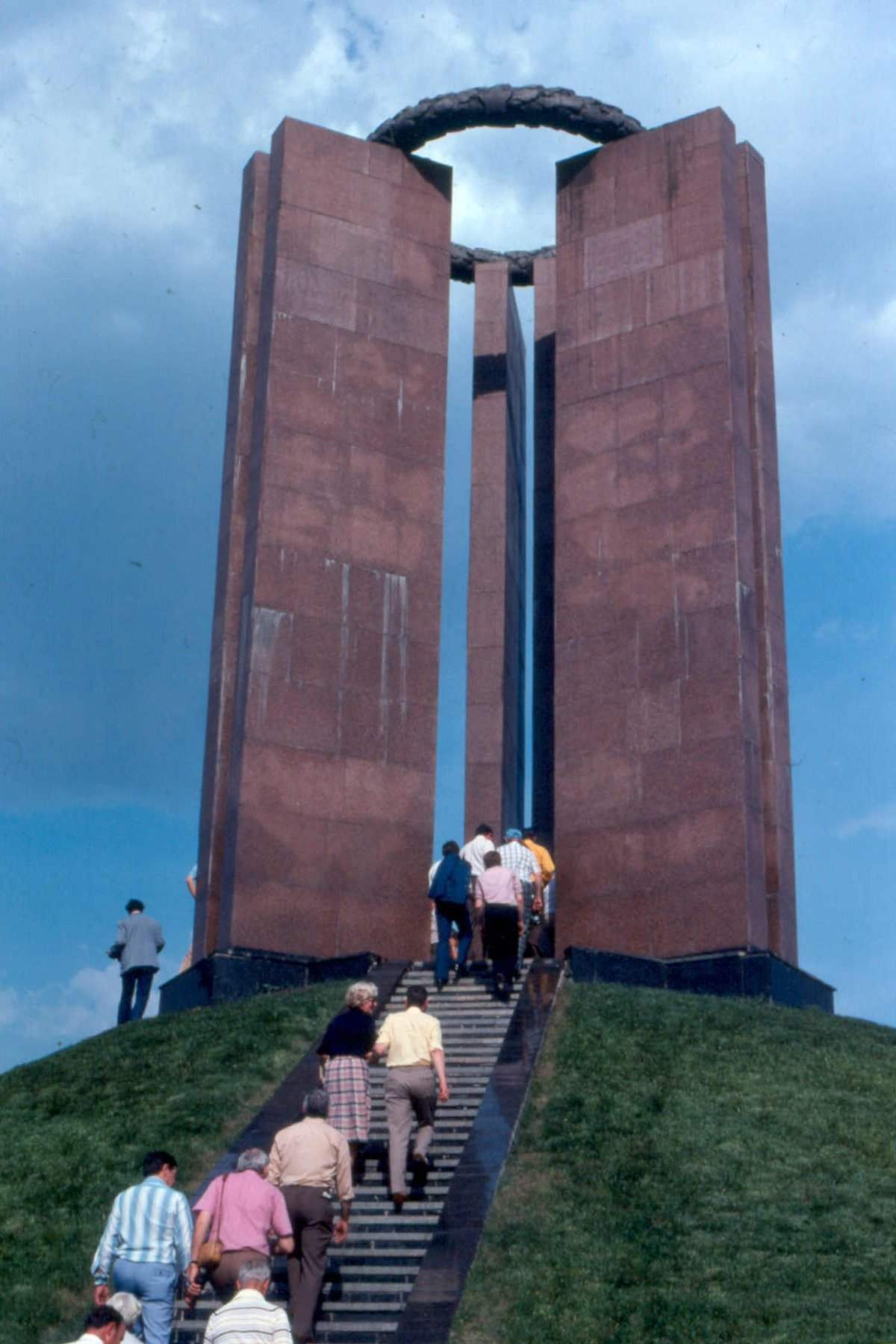
Фотографія пам'ятника, зроблена в 1979 році. Пілони ще облицьовані червоним гранітом
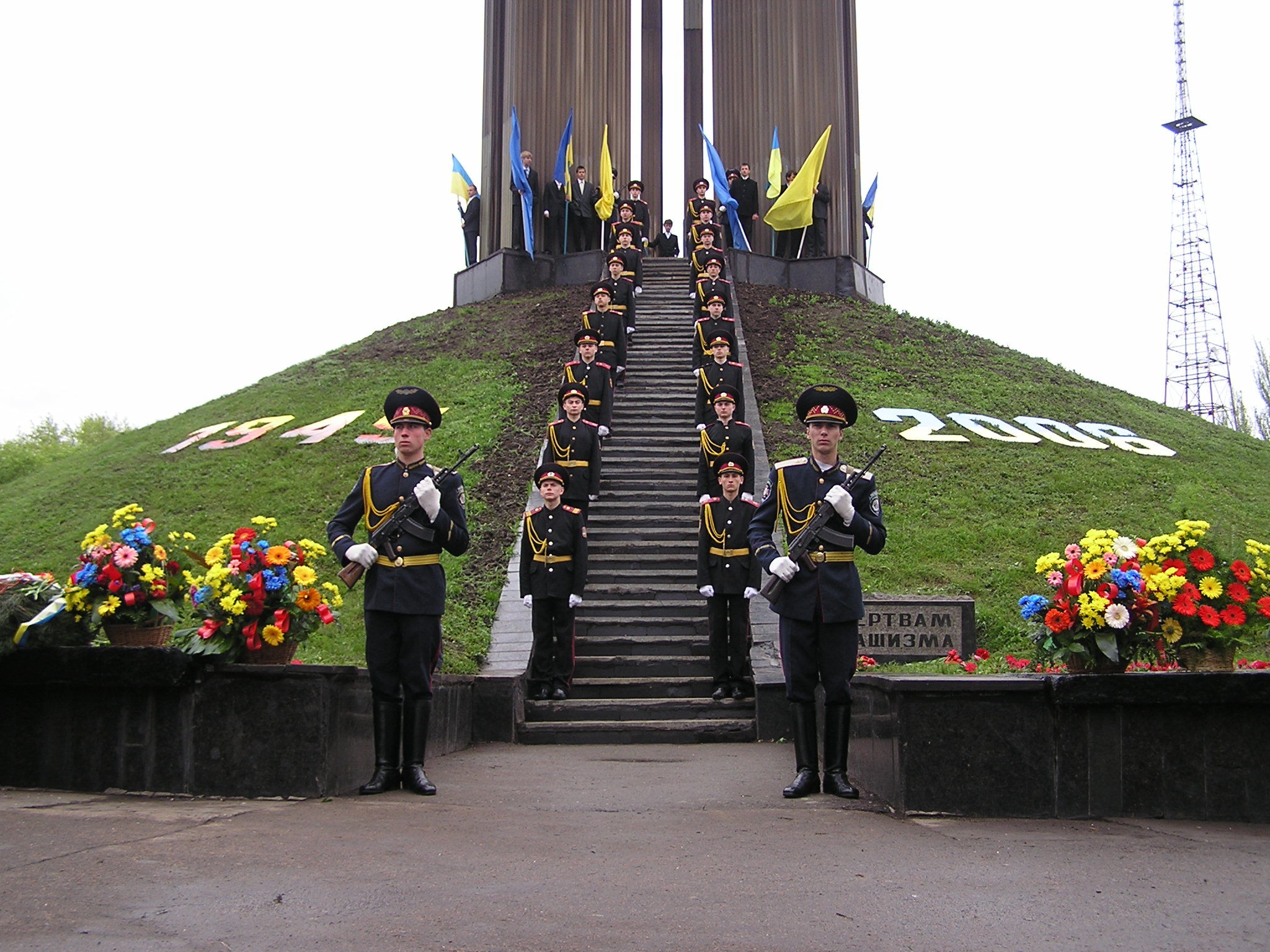
Святкування Дня Перемоги біля монумента